# Scheibenberg (berg)

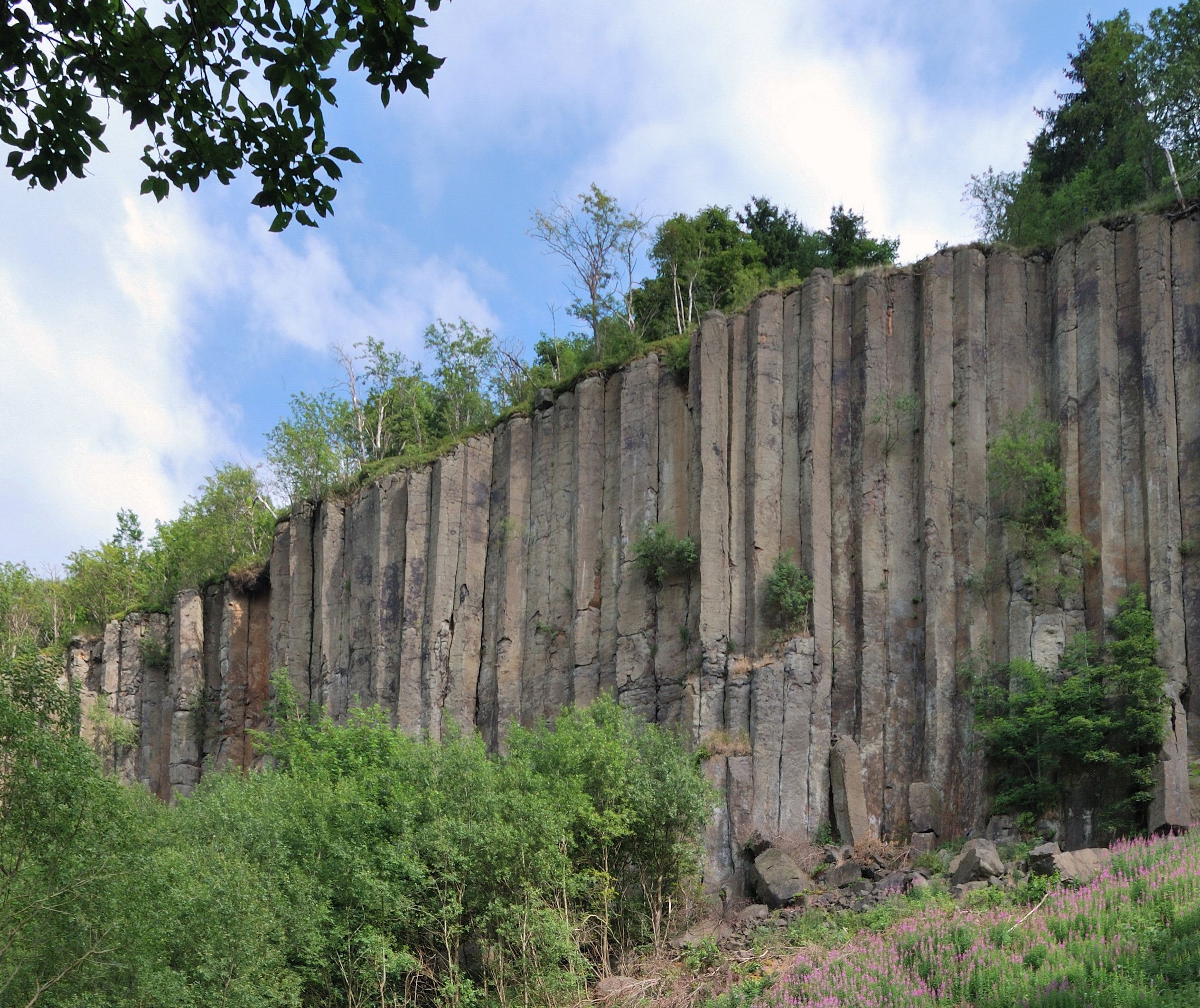
Bergets basaltpelare.

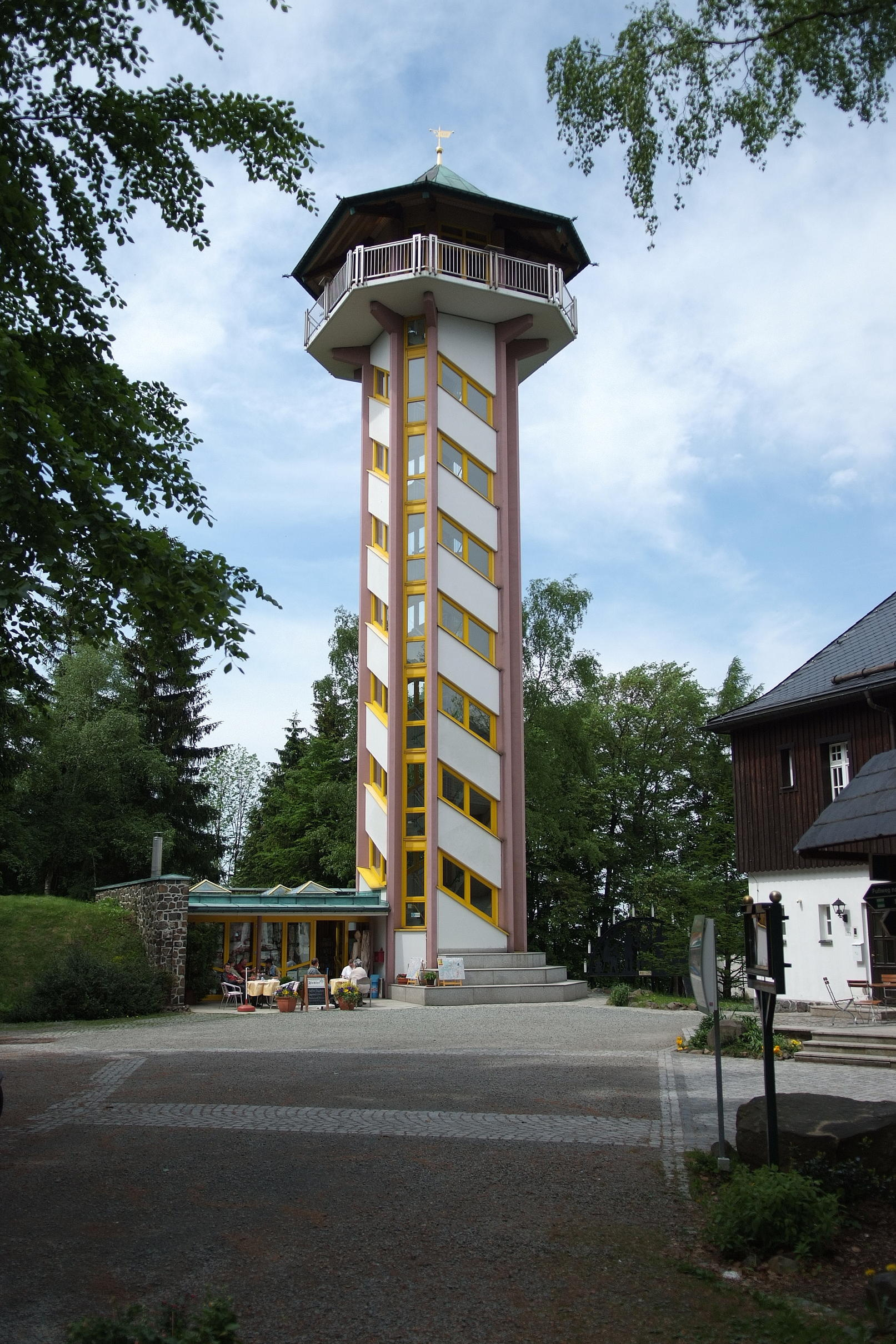
Det nya utsiktstornet.

Scheibenberg är ett berg i bergstrakten Erzgebirge i tyska delstaten Sachsen. Det ligger söder om staden med samma namn och toppen ligger 807 meter över havet. Påfallande är en upp till 30 meter hög bergskant med basaltpelare som i dagligt tal betecknas som "orgelpipor".

## Geologi
När Erzgebirge lyftes uppåt för 35 till 10 miljoner år sedan bröt flera vulkaner ut i den region som idag är Tjeckien. Vulkanernas lava flyttade genom breda dalgångar norrut och stelnade. Under den senare erosionen försvann främst mjuka bergarter, till exempel skiffer, som fanns på plats före vulkanutbrotten och basaltbergen blev kvar. När lava stelnar långsamt bildas lodräta fem- eller sexkantiga pelare.
Den berömda kontroversen mellan neptunister och plutonister uppkom under 1780-talet efter geologiska undersökningar vid Scheibenberg. Enligt neptunisternas teori uppkom alla bergarter som sediment från havsvattnet. Att basalten vilade på bergarter som redan var kända som sedimentära gav deras hypotes stöd. Dessutom fanns övergångsbergarter som uppkom på grund av att den heta lavan reagerade med dalgångarnas vatten.
Den främsta neptunisten var Abraham Gottlob Werner. Neptunisternas teori förkastades fullständigt efter hans död.

## Sagan om dvärgen Oronomassan
Enligt sagan befolkades Erzgebirge före människans ankomst av dvärgar. Dessa delade senare bergstrakten en längre tid med regionens befolkning. Först när oljudet från gruvorna och smedjorna blev oacceptabelt tog dvärgarna till flykten. Dvärgarnas kung Oronomassan levde enligt berättelsen i en grotta med namnet Zwergenloch (dvärghåla). Dvärgarna ska ha varit mycket rika.

## Utsiktstorn
På Scheibenberg fanns sedan 1891 ett 20,70 meter högt torn. Tornet var inte lika stabilt som önskat och det revs 1971. Året 1994 invigdes ett nytt torn med en utsiktsplattform vid 22,40 meter över marken.